# 孛罕
孛罕（?—?），是传说中的蒙古瓦剌部绰罗斯氏領袖。孛意为「巫」，罕为「汗」，日本学者岡田英弘认为孛罕即回鹘人传说中的卜古可汗。
根据蒙古史料记载，孛罕是卫拉特的太师，被后来的准噶尔部和杜尔伯特部尊为始祖。《西域图志》记载孛罕之后为乌林台巴达、达耀（浩海达裕）、鄂尔鲁克诺颜、巴图兰青森（巴图拉丞相）、额森。《蒙古源流》记载孛罕之后为乌林台巴达台什、浩海达裕、巴图拉（马哈木）、脱欢、额森（也先）。
| 前任： 首任 | 瓦剌首领 13世纪之前 | 繼任： 乌林台巴达 |